# Allyawan
Allyawan, artistnamn för Samuel Soroosh Nazari Sangsooroudi, född 8 augusti 1987 i Nässjö, uppvuxen i  Jönköping, Österängen och Öxnehaga och Göteborg, är en svensk-iransk rapartist. Han började skriva egna raptexter som 10-åring och släppte musik under sin egen label Blu Duk Records redan som 15 åring. Det var inte förrän 2014 som han signades av bröderna Salazar på skivbolaget Redline Records. I TV-programmet Lyckliga gatan, som sammanförde yngre artister med äldre etablerade artister, bytte han låt med schlagerartisten Ann-Louise Hanson och gjorde en version av "Jag hade en gång en båt" som blev en megahit.
Han deltog i Melodifestivalen 2017 med låten "Vart har du vart", skriven av honom själv, i samarbete med Masse Salazar, som kom på sjunde plats i andra deltävlingen i Malmö den 11 februari 2017.
Allyawan har även varit en framgångsrik battlerappare, både på svenska och engelska.